# El Roque
El Roque es uno de los barrios de población que conforman el municipio de San Miguel de Abona, en la isla de Tenerife —Canarias, España—.

## Toponimia
Su nombre deriva de encontrarse el barrio al pie del roque de Jama.

## Características
Está situado a 2,5 kilómetros del casco urbano de San Miguel, alcanzando una altitud media de 712 m s. n. m. y abarcando una superficie de 4,6 km² que incluye parte del espacio natural protegido del Monumento Natural del Roque de Jama.
El barrio cuenta con el Centro de Educación Infantil y Primaria El Roque, la Ludoteca El Globo, un tanatorio municipal, un campo de fútbol, polideportivo y terrero de lucha canaria, varias plazas públicas, con una iglesia parroquial dedicada a San Roque, parques infantiles, un parque público La Calzada, así como con bares, restaurantes y otros comercios.
Al este del núcleo se encuentra el embalse Jiménez.

## Historia
El Roque ya aparece consolidado a mediados del siglo xix, siendo descrito por Pedro de Olive en su Diccionario estadístico-administrativo de las Islas Canarias de la siguiente manera:

ROQUE. (EL) Aldea situada en término jurisdiccional de San Miguel, (...). Dista de la cabeza del distrito municipal 2 kilómetros 203 metros, y consta de 48 edificios de un piso, 2 de dos y 2 chozas ú hogares habitados 48 constantemente por 54 vecinos 316 almas, 1 temporalmente y 3 inhabitados.
Pedro de Olive, 1865.

Una primitiva ermita dedicada a San Roque fue edificada en 1907 sobre un solar donado por Luciano Alfonso Mejías, personaje ilustre de San Miguel de Abona. En la década de 1970 se derriba la ermita y se construye la moderna iglesia, siendo elevada al rango de parroquia en 2003 por el obispo Felipe Fernández García.

## Demografía
| Año        | 2000 | 2001 | 2002 | 2003 | 2004 | 2005 | 2006 | 2007 | 2008 | 2009 | 2010 | 2011 | 2012 | 2013 | 2014 |
| ---------- | ---- | ---- | ---- | ---- | ---- | ---- | ---- | ---- | ---- | ---- | ---- | ---- | ---- | ---- | ---- |
| Habitantes | 677  | 733  | 784  | 813  | 846  | 849  | 844  | 794  | 807  | 831  | 835  | 815  | 817  | 802  | 796  |

## Fiestas
En El Roque se celebran fiestas patronales en honor a San Roque durante el mes de agosto, con actos religiosos y populares.

## Comunicaciones
Se llega al barrio principalmente por la carretera general del Sur TF-28 o por la carretera a La Escalona TF-565.

### Transporte público
En autobús —guagua— queda conectado mediante la siguiente línea de TITSA:
| Línea | Trayecto                        | Recorrido     |
| ----- | ------------------------------- | ------------- |
| 416   | Granadilla - Adeje (Los Olivos) | Horario/Línea |

## Lugares de interés
- Mirador y parque de La Centinela
- Zona recreativa Cho Pancho
- Parque público La Calzada